# Цинеол
Цинеол (уст. эвкалиптол) — окись ментана — моноциклический терпен. Название относится к группе химических соединений, несколько различной структуры; наиболее распространён в природе 1,8-цинеол, 1,8-эпокси-пара-ментан; а также 1,4-цинеол.

## Свойства
Молекулярная масса 154,25. Жидкость с мятным, несколько напоминающим камфору запахом и жгучим вкусом. 
Растворимость в 70%-ном водном растворе этанола 1:1,5-1:2, в 50%-ном — 1:12. Растворяется в некоторых органических растворителях, плохо растворим в воде.
При действии спиртового раствора серной кислоты превращается в терпинен и терпинолен. При нагревании с разбавленной серной кислотой образует 1,8-терпингидрат, при действии уксусного ангидрида — диацетат 1,8-терпина и ацетат α-терпинолена.
С некоторыми веществами (галогеноводороды, смесь I2+HI, фосфорная кислота, резорцин, о-крезол, α- и β-нафтолы) образует кристаллические продукты присоединения.

## Получение
Цинеол выделяют из эфирных масел, а также получают дегидратацией 1,8-терпина или терпинеола нагреванием с разбавленными кислотами.

## Нахождение в природе
Содержится как главная составная часть (в концентрации до 80 %) в эфирных маслах из листьев эвкалипта шарикового, из всех частей марьина корня, из цветочных корзин и листьев полыни цитварной, из руты пахучей, в розмариновом масле. Также содержится в эфирных маслах шалфея лекарственного (9%), шалфея мускатного и масле мяты перечной (до 6 %).

## Применение

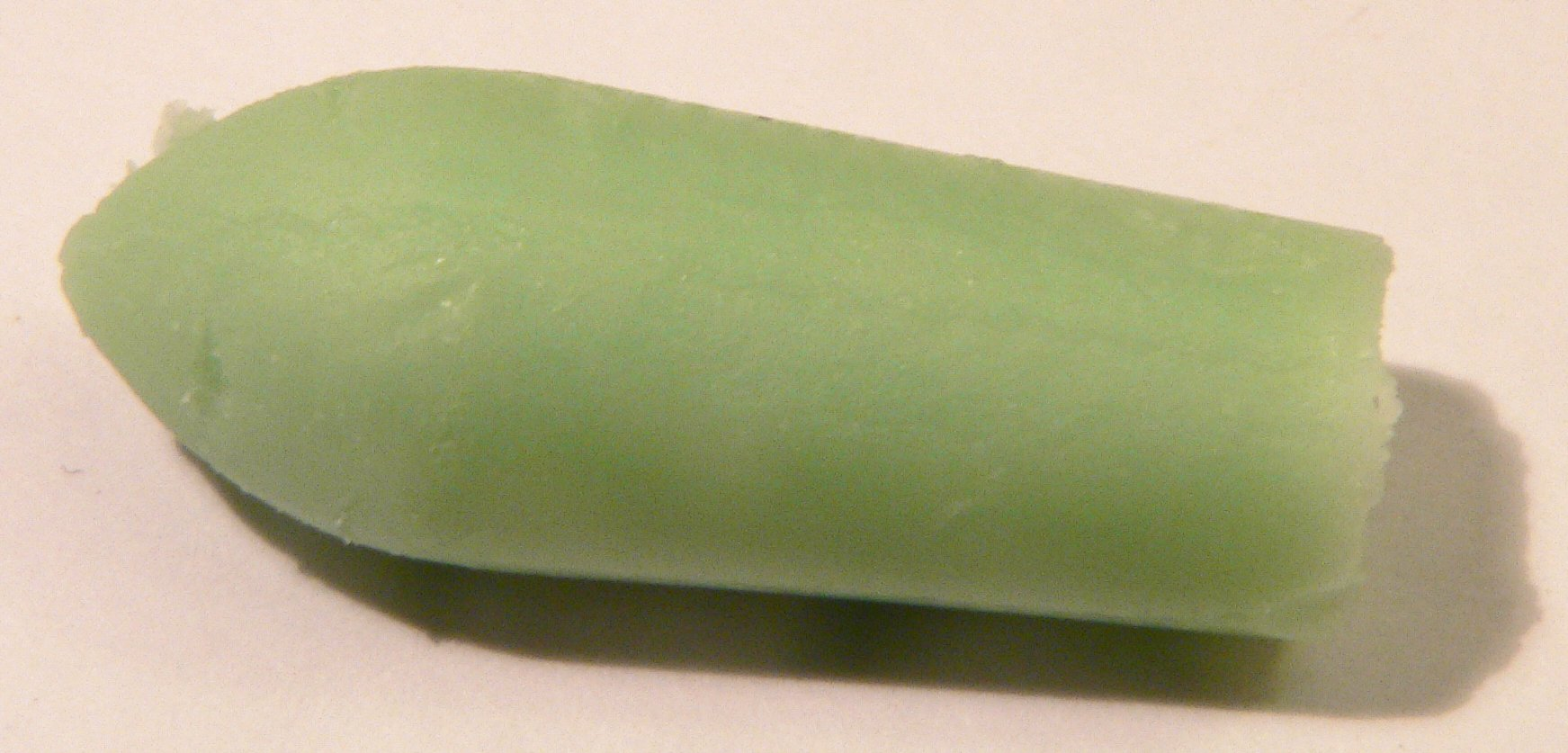
Суппозиторий с цинеолом

Цинеол применяют в медицине в составе антисептических, отхаркивающих средств и зубных паст, как и эвкалиптовое масло, а также как компонент искусственных эфирных масел.

## 1,4-цинеол
1,4-Цинеол является структурным изомером 1,8-цинеола. Это жидкость с камфорным запахом, Тпл = −46оС, Ткип = 172—173оС, d420=0.8980-0.9010;nd20=1,445-1,448. В природе 1,4-цинеол распространён значительно меньше, заметно отличается по химическим свойствам от 1,8-цинеола.